# Massage aux pierres chaudes

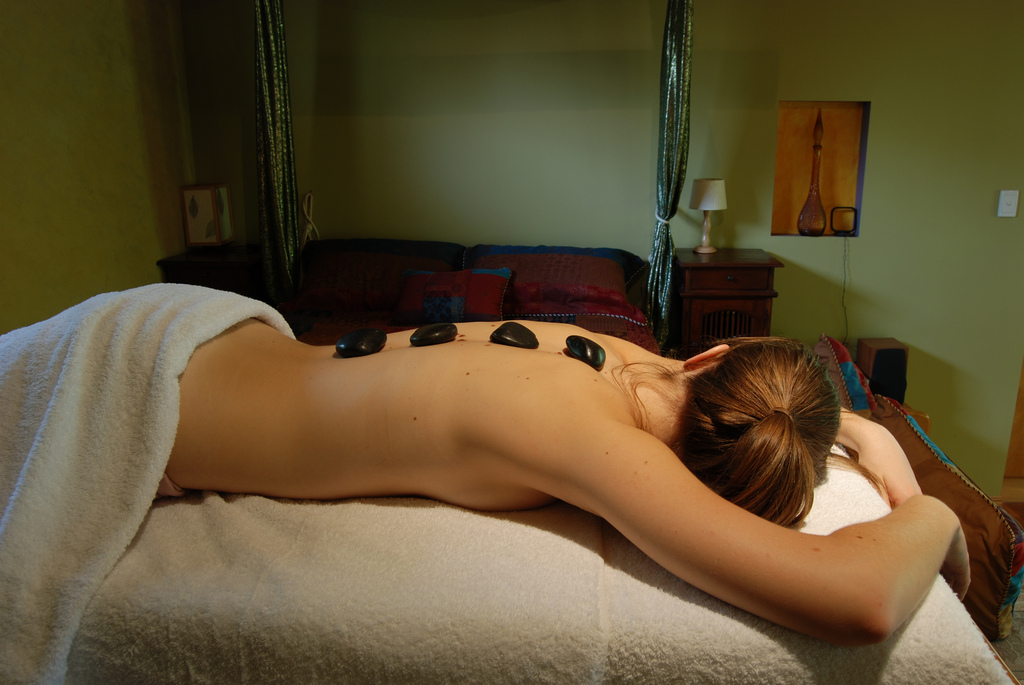
Pierres chaudes disposées le long du dos.

Un massage aux pierres chaudes est un massage qui utilise des pierres lisses, plates et chauffées, placées à des points clés sur le corps.

## Technique

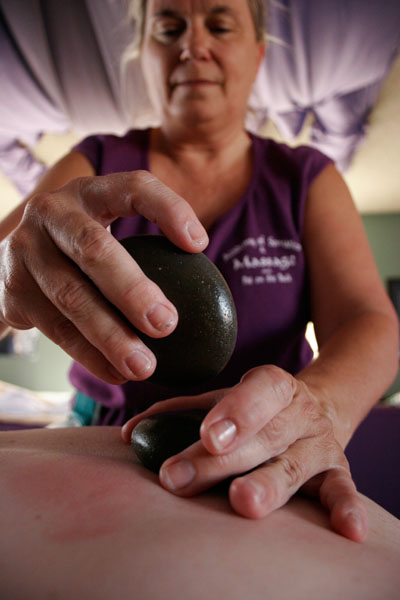
Une dame en train de réaliser un massage avec des pierres chaudes

Des pierres (généralement en basalte) sont placées dans un appareil rempli d'eau, généralement chauffée entre 52 et 54 degrés Celsius.
Une fois que les pierres sont suffisamment chaudes, certaines sont placées à des points spécifiques du corps, comme le dos ou les mains, tandis que d'autres sont utilisées pour travailler les muscles.
Certains massages utilisant des pierres peuvent également utiliser des pierres froides, généralement faites de marbre et placées dans un bol d'eau glacée avant leur utilisation[réf. nécessaire].